# Трина Майклз
Три́на Майклз  (англ. Trina Michaels; настоящее имя Кэтрин Энн Уоллес (англ. Kathryn Ann Wallace); 13 января 1983, Лас Вегас, Невада, США — американская порноактриса, рестлер и менеджер.

## Биография
До прихода в порноиндустрию Трина работала в сфере страхования автомобилей, а также официанткой. Специализируется на хардкор-порно.
Она работала менеджером в федерациях рестлинга Xtreme Pro Wrestling (XPW), Women’s Extreme Wrestling (WEW), Naked Women’s Wrestling League (NWWL), PWA, SCP and AWS. Несколько раз снималась для веб-сайта Ultimate Surrender. 3 апреля 2011 года она дебютировала в Dragon Gate USA как менеджер Джона Моксли.
Замужем. Проживает во Флориде. Является большой поклонницей Сан-Франциско Джайентс и Сан-Франциско Форти Найнерс, клубов из родного для неё города.
По данным на 2020 год, Трина Майклз снялась в 766 порнофильмах и срежиссировала 2 порноленты.

## Премии и номинации
- 2006 номинация на AVN — Лучшая новая старлетка
- 2006 номинация на AVN Award — Best Threeway Sex Scene (Sex Fiends 2 — вместе с Steve Holmes и John Strong)[7]
- 2007 номинация на AVN Award — Best Anal Sex Scene in a Film (FUCK — вместе с Шоном Майклсом и Mr. Marcus)[8]
- 2007 номинация на AVN Award — Best Group Sex Scene in a Film (FUCK — вместе с Sean Michaels и Mr. Marcus)[8]
- 2008 номинация на AVN Award — Best Anal Sex Scene — Video (Sophia Revealed)[9]
- 2008 номинация на AVN Award — Unsung Starlet of the Year
- 2008 финалист F.A.M.E. Award — Most Underrated Star[10]
- 2011 номинация на AVN Award — Crossover Star of the Year[9]
- 2013 номинация на XBIZ Award — Кроссовер-звезда года[11]